# Casa Lebre

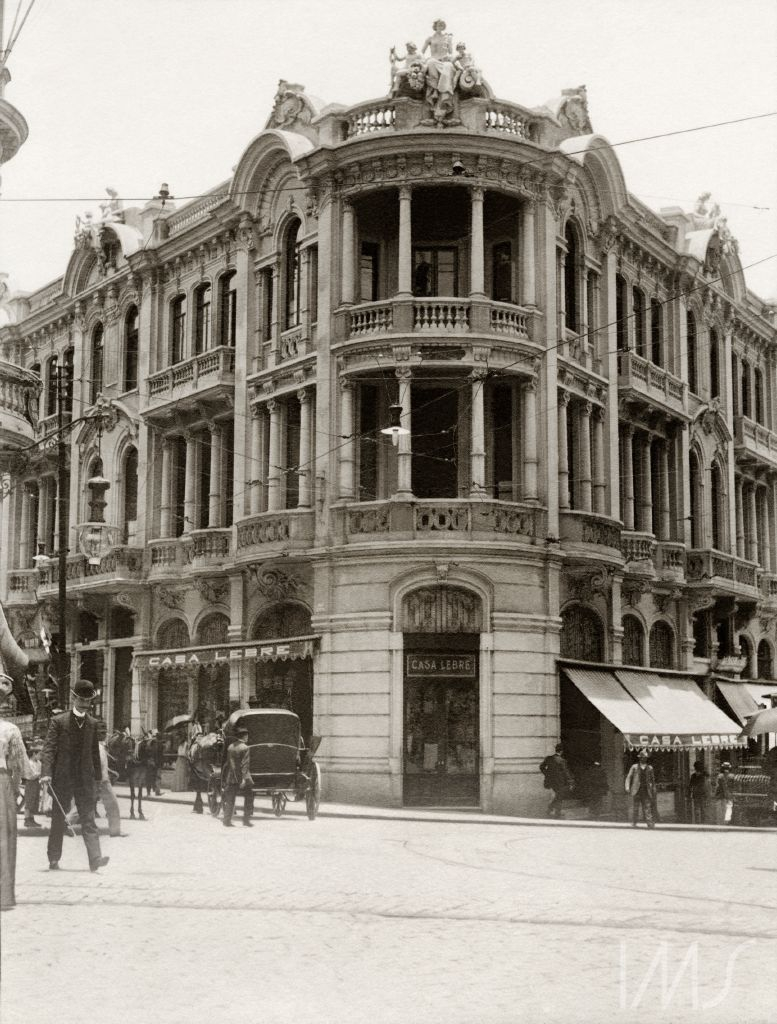
Casa Lebre em 1912 - Rua XV de Novembro - São Paulo

A Casa Lebre foi um importante estabelecimento comercial da cidade de São Paulo.

## História
Fundada em 1858 por João Lopes Lebre e Joaquim Lopes Lebre (futuro Conde de São Joaquim) a Casa Lebre estava localizada na antiga Rua da Imperatriz (atual Rua XV de Novembro), esquina com a Rua Direita, num imóvel de propriedade do Barão do Tietê. Inicialmente uma pequena loja de ferragens mas que transformou-se num comércio moderno e logo ganhou fama na cidade comercializando produtos importados, como: perfumarias finas, brinquedos, artigos domésticos, porcelanas e crystaes, baterias para cozinha de níckel puro, alumínium e ferro esmaltado, entre outros.
Em meados da década de 1910 o sócio diretor era Feliciano Lebre de Mello e utilizando o capital da Casa Lebre para diversificar os negocias da empresa, fundou a Empresa Paulista de Diversões e abriu o Cine República (em 1921). O resultado deste novo empreendimento não foi o esperado e o Cine Republica e a Casa Lebre fecharam as portas no final da década de 1920.
Posteriormente, parte da família Lebre abriu uma segunda Casa Lebre, voltada para revenda e fabricação de produtos de ferragens e artigos de arame e logo transformou-se em uma indústria, porém, sem o sucesso que a primeira Casa Lebre ostentou por mais de 60 anos.